# مارتن ويذرسبون غاري
مارتن ويذرسبون غاري هو محامي وسياسي أمريكي، ولد في 25 مارس 1831، وتوفي في 9 أبريل 1881 في إديغفيلد في الولايات المتحدة. انتخب عضو مجلس نواب كارولاينا الجنوبية ‏.